# Bayanismo
Se llama bayanismo a la doctrina de Miguel Bayo.
Miguel Bayo, más conocido con el nombre de Bay, era un doctor de la Universidad de Lovaina, natural del Hainaut, a principios del siglo XVI. Habiendo adquirido por sólidos estudios una profunda erudición, combatió la naturaleza de la enseñanza adoptada en la Universidad de la cual era profesor y anunció un cierto número de proposiciones. Tales eran aquellas que se referían a la gracia, al libre albedrío, la muerte de Jesucristo, el pecado original, etc., proposiciones que fueron condenadas por Pío V el 1.° de octubre de 1567, en número de sesenta y seis y que se pueden referir a tres clases principales: 
- Las unas consideran el estado de la inocencia del hombre y consisten en sostener que el destino humano, siendo la libertad celeste, Dios debía a la criatura, como una consecuencia natural de su creación, todas las gracias que pueden darle los medios de llegar a sus fines; que la felicidad eterna es más bien una recompensa debida por el Creador, que una gracia concedida por él; que la vida debía estar exenta de males y que la muerte no podía existir mientras que el hombre hubiera quedado en el estado de la inocencia, y esta felicidad durable exigida por la ley natural, siempre invariable, porque tiene por objeto lo que es esencialmente bueno y justo.
- El segundo grupo de proposiciones condenadas por la Santa Sede pertenece al estado de la naturaleza corrompida por el pecado. En el sistema de Bay, la transfusión del pecado de Adán, que no era otra cosa que la concupiscencia, venía a ser enteramente el resultado físico de una disposición hereditaria, semejante a la que trasmiten ciertas enfermedades de una generación a otra. La naturaleza degradada y destituida de la gracia, siendo impotente para el bien por consecuencia de esta predisposición preconcebida, se dirige al mal a merced de la inclinación que la domina, sin poder ni aun recurrir al libre albedrío para resistir, no siendo, por lo tanto, ni menos criminal ni menos punible en la presencia de Dios.
- En fin, la tercera serie de proposiciones enseñadas por Bay pertenece al estado de la naturaleza relevada del pecado por el Hijo de Dios hecho hombre y muerto en la cruz. Según él, la retribución de la vida eterna se concede a las buenas acciones sin consideración a los méritos de Jesucristo; es la recompensa necesaria de la obediencia a la ley y la consecuencia de las obras cuyo mérito no debe atribuirse a la gracia santificada.

Esta doctrina, composición extravagante según los teólogos ortodoxos, de pelagianismo, luteranismo y calvinismo, se encontraba directamente opuesta a las doctrinas del Concilio de Trento y fue por consiguiente vigorosamente combatida desde su nacimiento por los censores eclesiásticos. Ya en 1552, muchos doctores de la ciudad de Lovaina habían señalado y condenado con su desaprobación enérgica las primeras luces de esta falsa luz. En 1560 la facultad de teología de París, encargada del juicio de dieciocho proposiciones de esta doctrina, declaró tres de ellas falsas y heréticas las restantes. En fin, la bula de Pío V, fechada el 1 de octubre de 1567, condena las sesenta y seis proposiciones de Bay sin siquiera nombrar al autor. Este procuró en vano justificarse por medio de una epístola apologética que dirigió a Roma en 1569; tuvo precisión de someterse y de depositaren manos del vicario general Morillon una retractación en buena forma. Diez años después los errores de Bay pasaban de nuevo a Gregorio XIII, quien envió a la Universidad de Lovaina al jesuita Tolet, portador de una bula que confirmaba la de Pío V, y Bay tuvo que retractarse otra vez de sus proposiciones de viva voz y por escrito. Murió en 1589, siendo canciller de la Universidad. Sus discípulos, menos dóciles que él, se agitaron en más de una ocasión para despertar sus ideas y volver a emprender su enseñanza. La paz apareció en fin, restablecida cuando los teólogos de Lovaina redactaron un cuerpo de doctrina con la cual hicieron desaparecer el bayanismo. Sin embargo, algunos años después, Jacobo Janson, profesor de teología en Lovaina, despertó las opiniones de Bay y tuvo por discípulo a Jansenio, obispo de Ipres que, en su libro titulado Augustinos, procuró resucitar una doctrina formalmente condenada, doctrina que debe ser así considerada como la fuente primera del jansenismo.